# Augsburger Rathaus

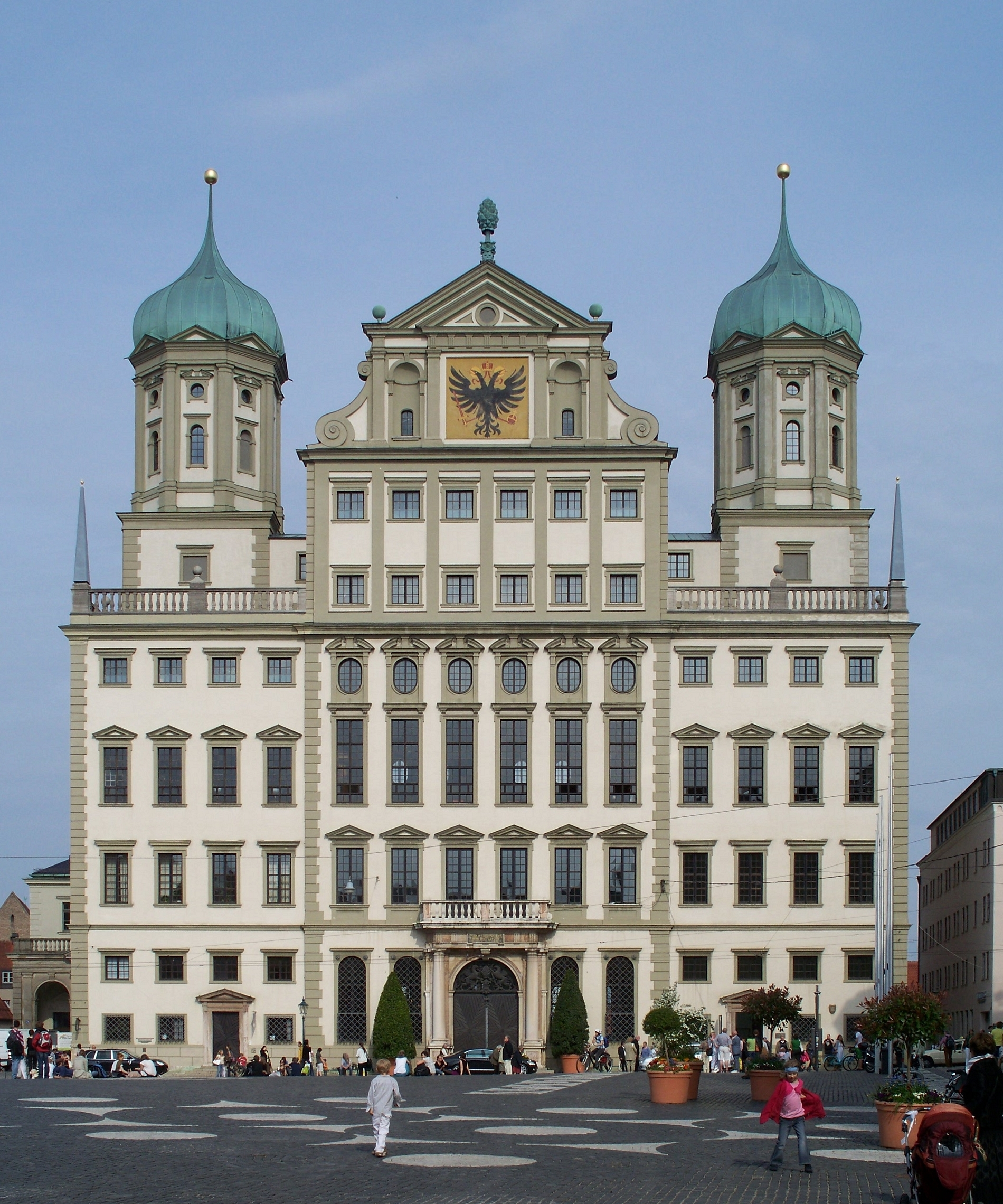
Fachada da Augsburger Rathaus

A Augsburger Rathaus (Câmara Municipal de Augsburgo) é um dos paços municipais mais impressionantes na Alemanha e um dos mais importantes edifícios seculares do Renascimento a norte dos Alpes. Foi desenhada e construída pelo Stadtbaumeister (mestre construtor municipal) Elias Holl entre 1615 e 1624.
Juntamente com a Perlachturm (Torre Perlach), é o ex-libris da cidade de Augsburgo. Devido à sua importância histórica, está salvaguardada no âmbito da Convenção de Haia para a Protecção de Propriedade Cultural em Caso de Conflito Armado.

## Conhecimento sumário

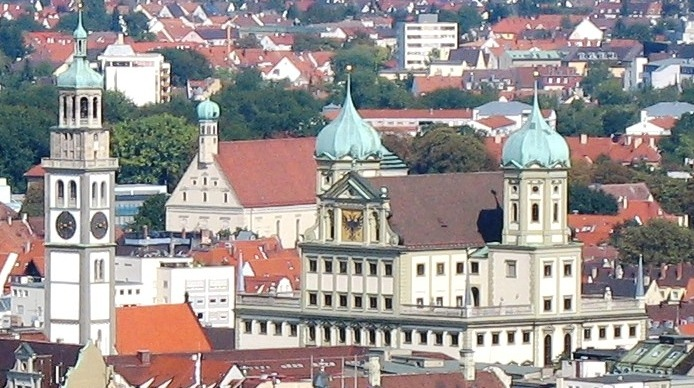
Os andares cimeiros da Augsburger Rathaus vistos da Augsburger Hotelturm.

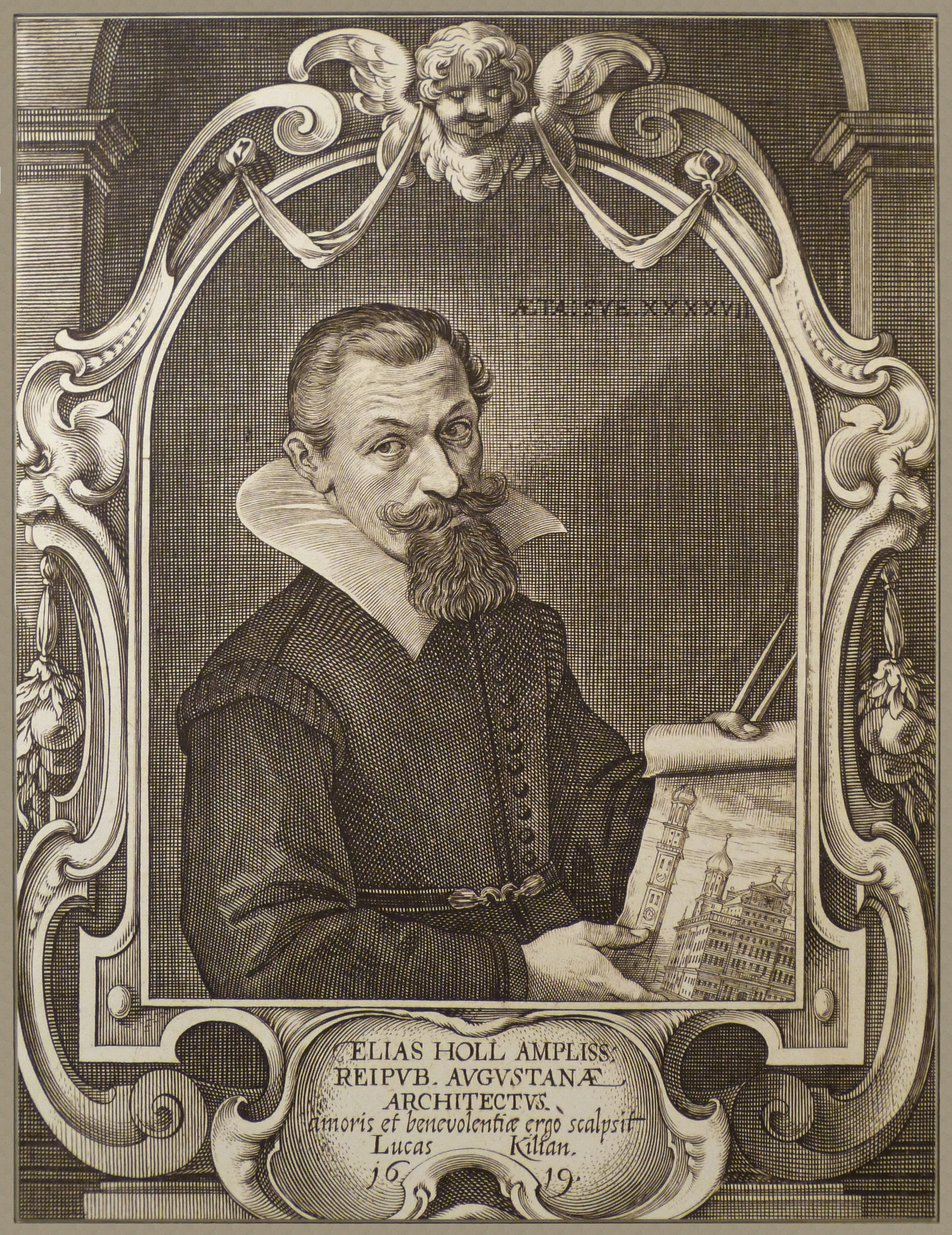
Elias Holl, o arquiteto.

No dia 25 de Agosto de 1615, foi colocada a primeira pedra do edifício pelo então mestre construtor municipal Elias Holl. O exterior do edifício foi concluído em Março de 1620 e o interior em 1624. Tecnologicamente, a Augsburger Rathaus foi uma execução pioneira; aquando da sua conclusão foi o primeiro edifício no mundo com mais de seis andares. A rígida elegância do grande trabalho em pedra era semelhante a Florença, a capital cultural e financeira do norte da Itália, com a qual a cidade alegremente se comparava. A auto-imagem da Cidade Imperial Livre de Augsburgo é representada por dois conspícuos ornamentos na grande empena na fachada do edifício: o primeiro é a Reichsadler, ou Águia Imperial do Sacro Império Romano-Germânico, representando a importância da cidade; o segundo é a grande pinha de cobre, ou Zirbelnuss, a qual constitui o símbolo de Augsburgo.
A visão da Augsburger Rathaus foi quase completamente bloqueada pelo edifício da bolsa de valores construído em 1828, até que o bombardeamento inglês ocorrido na noite de 25 de Fevereiro de 1944 destruíu este último. A remoção dos restos da bolsa de valores, na década de 1960, tornou finalmente possivel ver a Augsburger Rathaus de forma adequada a partir da praça da cidade.

## História

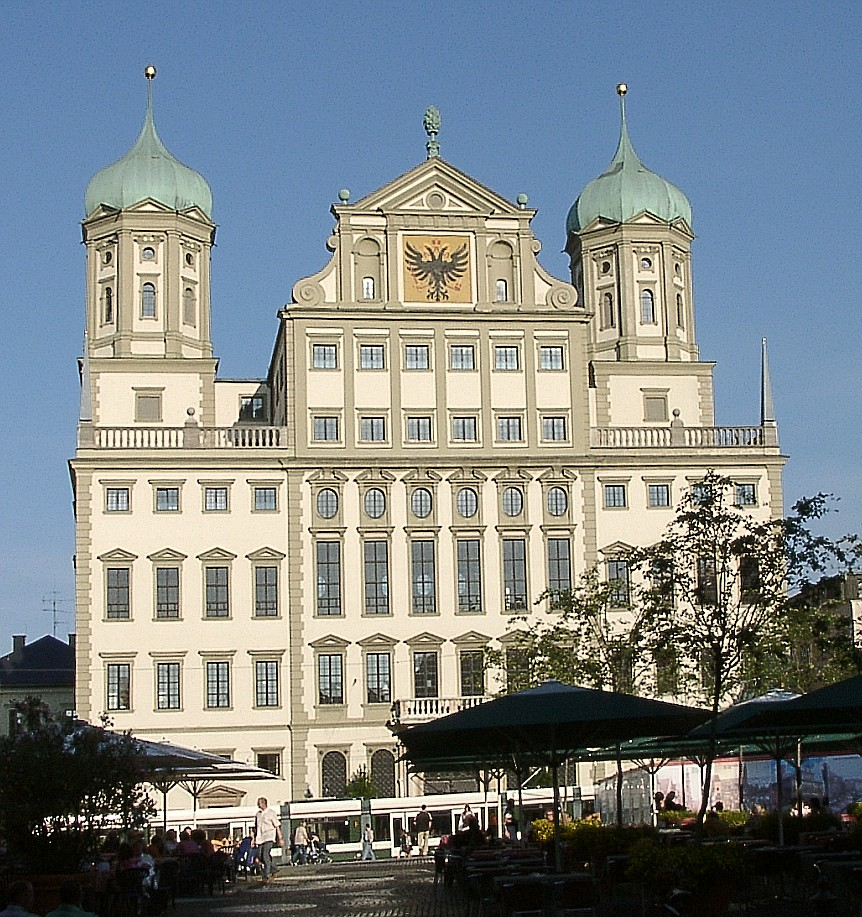
Fachada da Augsburger Rathaus através da Rathausplatz.

A Augsburger Rathaus original foi construída em 1385. No início do século XVII foi decidido proceder a uma simples renovação desse edifício com o fim de acomodar o Reichstag, o qual estava então instalado na cidade. Em 1609, o concelho da cidade contratou o famoso mestre construtor Elias Holl para elaborar um plano de renovação para o edifício gótico, o que o arquitecto fez com alguma dificuldade. Foi só depois de seis anos de trabalho que Holl conseguiu produzir um plano de reconstrução razoável para os magistrados, mas este também foi rejeitado pelo concelho municipal. Para sua surpresa, Holl recebeu novas instruções completamente distintas: demolir os velhos paços do concelho góticos e erguer no seu lugar um belo novo edifício.
Elias Holl produziu o seu plano para a nova Augsburger Rathaus, a qual seria construída em estilo renascentista, e a primeira pedra foi colocada no dia 25 de Agosto de 1615. Foi desejo dos magistrados que o edifício não devia ter uma torre, mas Elias Holl insistiu nas famosas cúpulas bolbosas ao nível do frontão e em 1618 - já depois do início da construção - foi autorizado a prosseguir com o seu intento. O exterior da Rathaus foi concluído em 1620 e o interior em 1624, culminando uma fase de planeamento de quase quinze anos e nove anos de construção.

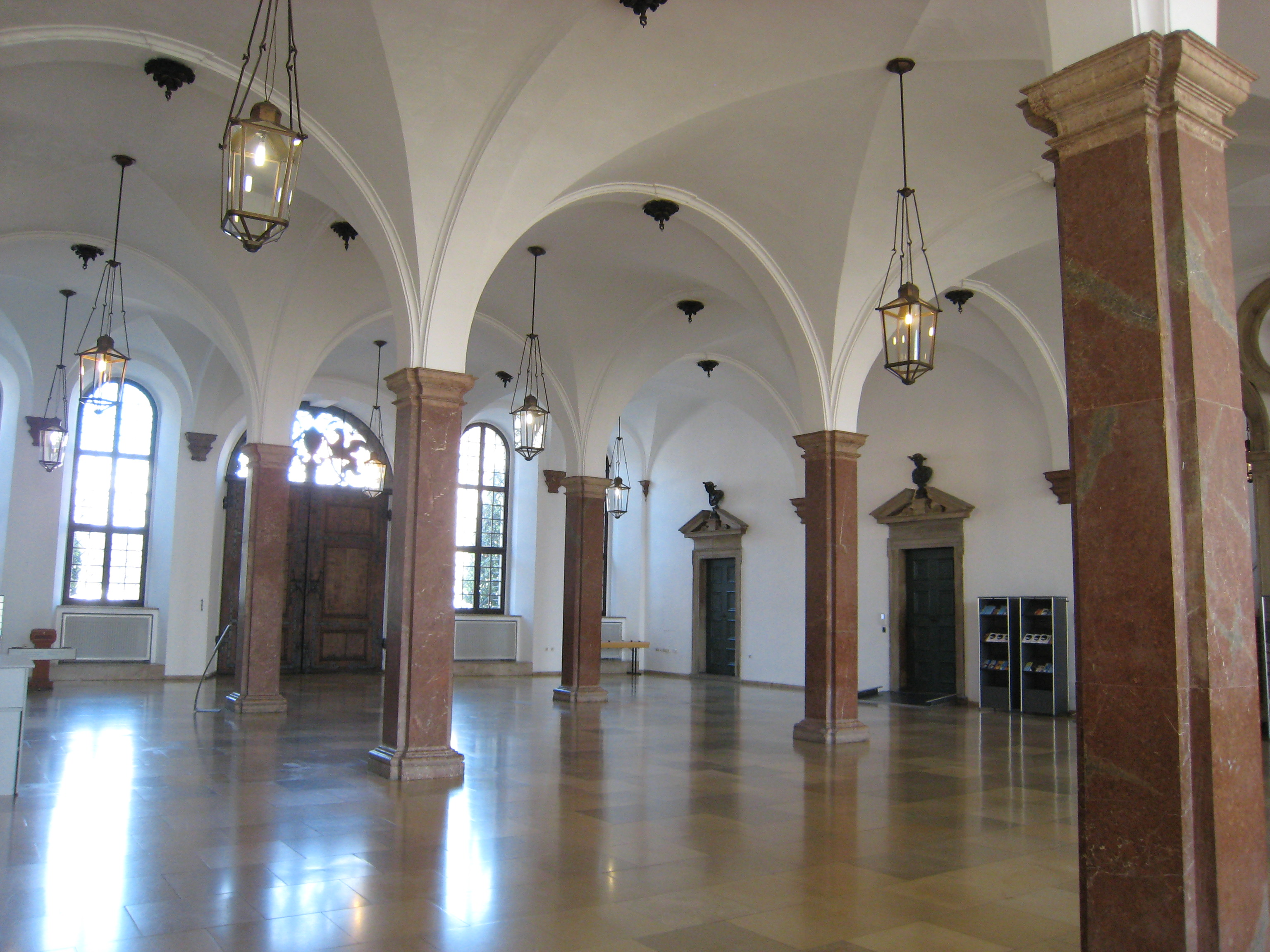
Átrio do piso térreo da Augsburger Rathaus.

Dentro da Rathaus, Holl construíu três halls sobrepostos: no piso térreo, por tràs da entrada principal, fica o Fletz Inferior e no andar acima abre-se o Fletz Superior; no entanto, a mais impressionante sala no edifício é de longe o Goldener Saal, ou Salão Dourado, com a sua altura de duplo piso e as suas magníficas entradas, pinturas murais e tecto com caixotões. Adjacente ao Goldener Saal fica o Fürstenzimmer, ou Sala dos Príncipes, desenhada como retiro para convidados ilustres. O custo de construção da nova Rathaus rondou os 100.000 guilder.
A Guerra dos Trinta Anos (1618–1648), que se espalhou por toda a Europa pouco depois do início das obras na Rathaus, também teve o seu preço em Augsburgo. Um dos principais centros económicos do continente antes da guerra, a antiga cidade imperial chegou a meio do século XVII em declínio. A guerra custou a Augsburgo não só a sua secular supremacia económica na Europa, mas também mais de metade da sua população. O Reichstag, para a qual a esplêndida Rathaus foi originalmente construída, tomava agora lugar noutras cidades germânicas. Só uma vez mais, no final do século XVII, a Rathaus foi cenário de uma celebração de importância nacional, quando José I deu um banquete no Salão Dourado, em 1690, aquando da sua coroação como Rei dos Romanos.

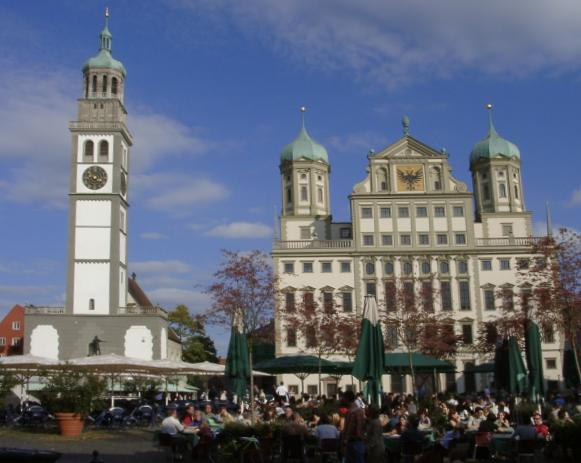
A Augsburger Rathaus tal como se ergue ao lado da Perlachturm.

No período da ocupação bávara de Augsburgo, em 1806 (uma consequência das Guerras Napoleónicas), a águia imperial, originalmente feita de bronze - insígnia da cidade imperial por excelência - foi removida de ambos os lados do frontão e perdeu-se desde então. Só em 1985, no decurso dos trabalhos de reconstrução da Rathaus para a celebração dos 2000 anos da cidade, é que a águia foi pintada de acordo com o modelo histórico.
Em Fevereiro de 1944, durante o devastador bombardeamento britânico de Augsburgo ocorrido no contexto da Segunda Guerra Mundial, a Rathaus foi atingida várias vezes por bombas altamente explosivas e incendiárias, queimando completamente o exterior do edifício. A Rathaus foi reconstruída depois da guerra - o exterior de acordo com o seu aspecto histórico, mas o interior muito simplificado - e, a partir de 1955 foi novamente usada como centro administrativo da cidade. Entre 1980 e 1984, a fachada do edifício foi restaurada com as suas cores originais, de acordo com os registos históricos. Dentro do edifício renascentista, o que tinha sido danificado no Salão Dourado durante a guerra foi restaurado para o seu esplendor original e, no dia 9 de Janeiro de 1985, a Rathaus foi reinaugurada como parte das celebrações do 2000º aniversário da cidade.

## Salões

### Fletz Inferior
O visitante entra na Augsburger Rathaus através duma porta discreta na parte da frente do edifício, por um vestíbulo para o Fletz Inferior, no piso térreo. Este monumental salão, com as suas colunas de mármore e tecto abobadado, é a entrada principal para uma de duas escadarias que conduzem aos pisos superiores da Rathaus.

### Fletz Superior
O Fletz Superior, no seugundo piso, em tempos alojou os gabinetes do concelho municipal de once Augsburgo, mas desde a guerra tem sido usado como a sala de reunião do conselho. O segundo piso também tem gabinetes para grupos políticosrepresentados no conselho. Geralmente, esta parte da Rathaus não está aberta a visitantes.

### Salão Dourado

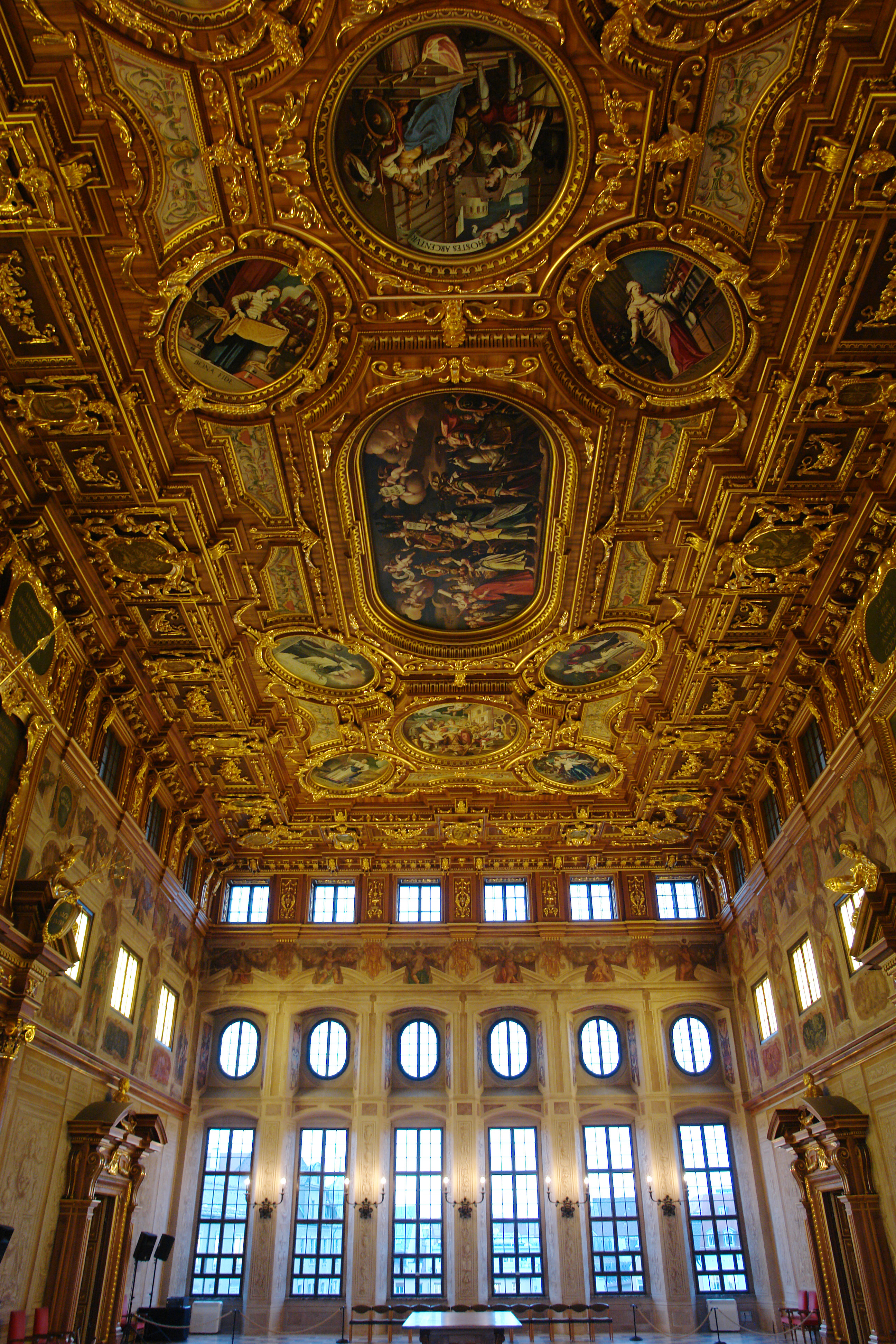
O Goldene Saal, o grande salão no centro da Augsburger Rathaus.

O Goldener Saal, ou Salão Dourado, é o mais impressionante e prestigioso dos salões da Rathaus, sendo um dos mais importantes monumentos culturais do renascimento alemão tardio. Tem este nome porque para cobrir o tecto e os portais em madeira foram usados 2,6 quilogramas de lâminas de ouro de quase 24 quilates e de 1/6000 de espessura. Privado de colunas (o tecto era originalmente suportado por vinte sete correntes ligadas a uma estrutura resistente posicionada sob o telhado do edifício), cobre uma área de 552 metros quadrados, com um pé direito de 14 metros, e está ricamente adornado com grandes portas, magníficos murais e um tecto com caixotões. O interior do salão foi desenhado por Johann Matthias Kager e só ficou concluído em 1643 (o resto do edifício foi acabado em 1624).
Além das sessões da Dieta Imperial, foi utulizado para banquetes organizados por ocasião de visitas de Estado.
O tecto é ricamente decorado com uma série de pinturas de carácter alegórico exaltando a Sabedoria (que devia evidentemente, pelo menos na esperança, inspirar os príncipes nas suas decisões).
As pinturas estão fechadas num grande oval central contornado por outros oito ovais e dois redondos de menores dimensões.

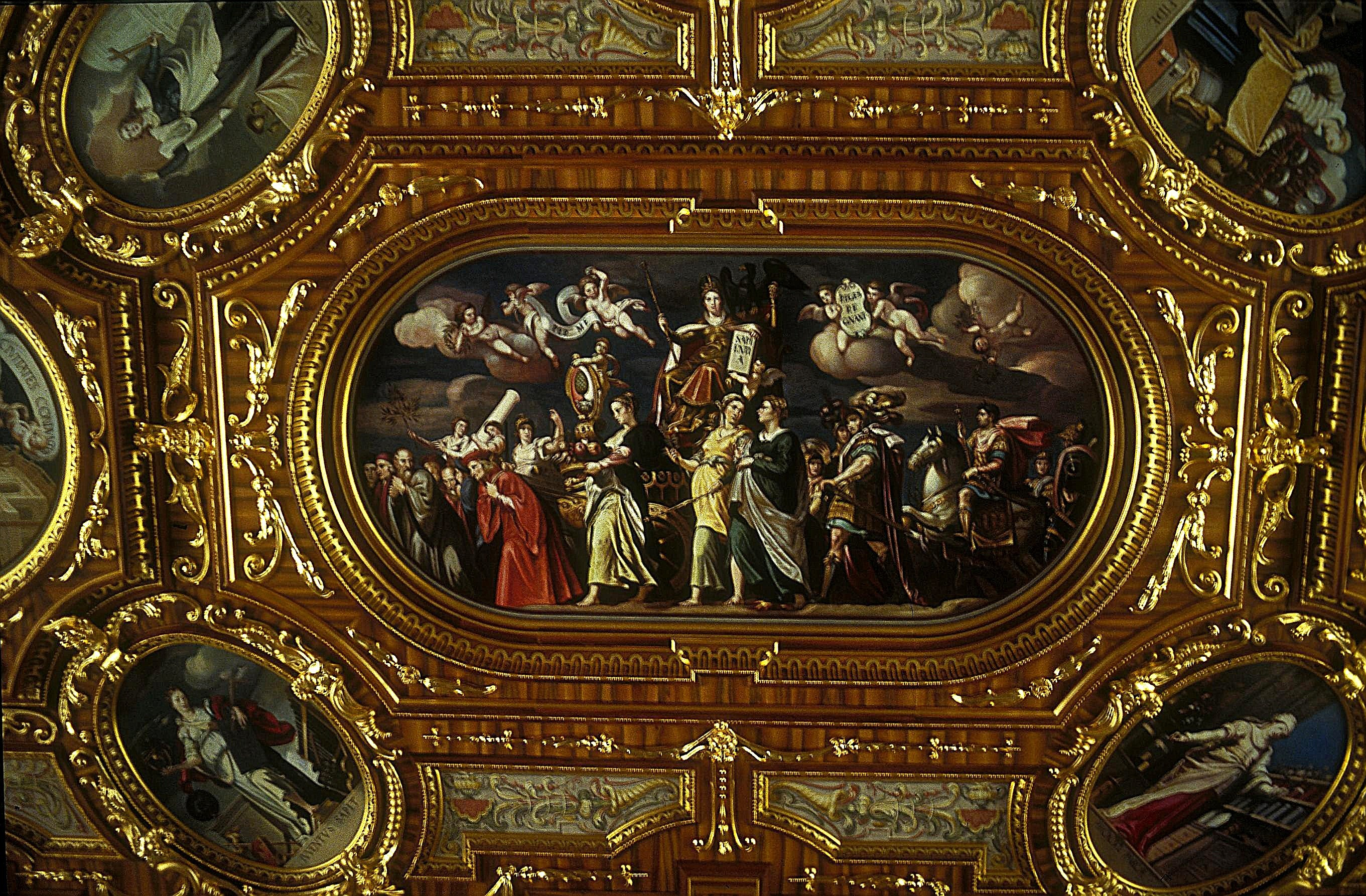
Grande oval central do tecto do Salão Dourado.

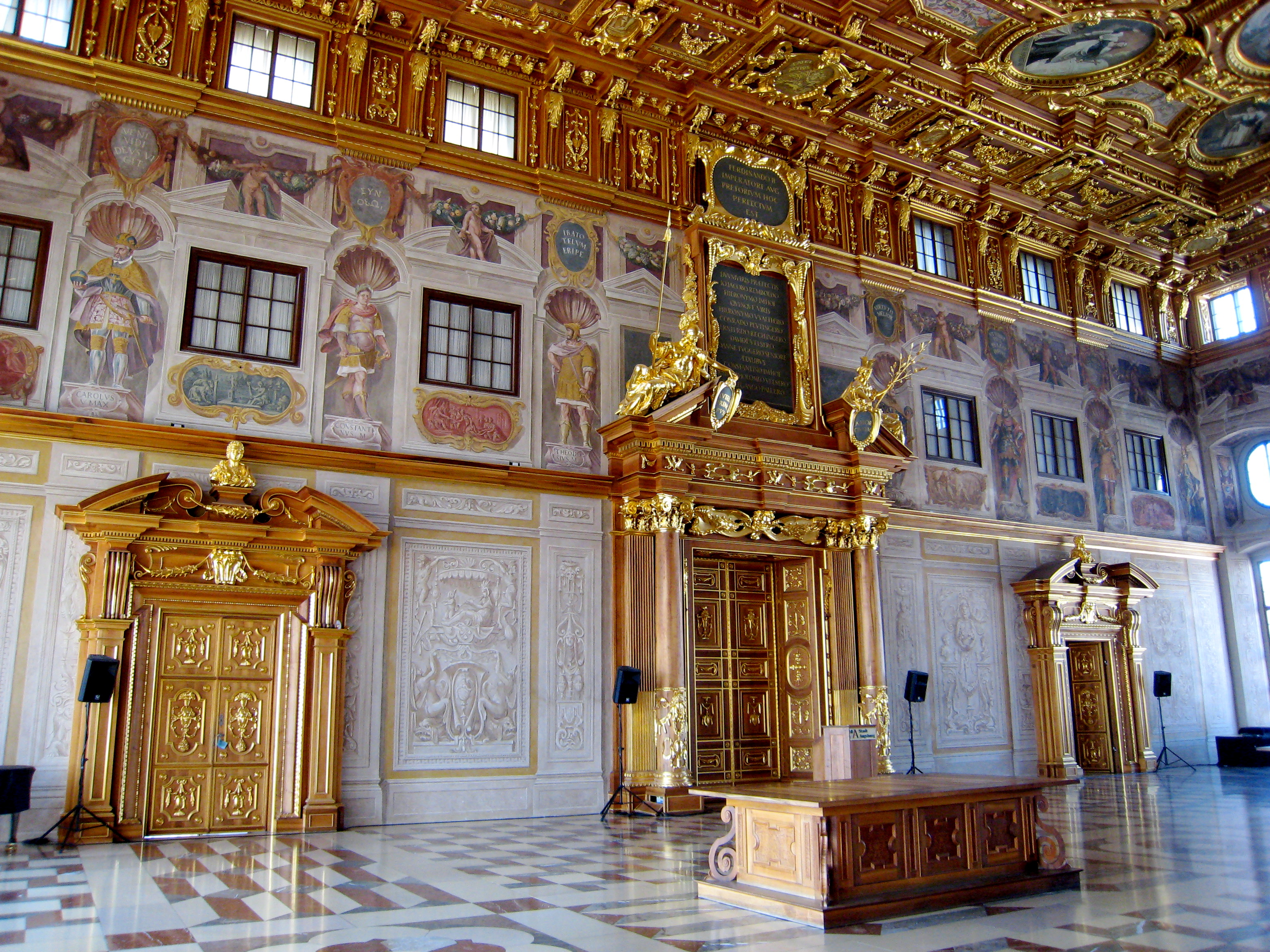
Aspecto do Salão Dourado, sendo visíveis nas paredes as representações de alguns dos soberanos.

Cada um dos oito ovais menores evidencia uma figura feminina enquanto o grande oval central representa a Sabedoria como uma dama sentada com vestes sumptuosas num carro triunfal, com coroa e ceptro. Um lema recita em latim:

Per me reges regnantOriginal {{{{{língua}}}}}: (Através de mim reinam os reis)
Logo abaixo do tecto, a sala é acabada com afrescos colocados nas paredes dos lados norte e sul que representam - contrapondo-os - oito imperadores e soberanos cristãos a outros tantos imperadores e soberanos pagãos, numa espécie de pares contrapostos. Cada figura é acompanhada por um lema. Estes são os pares:
- Alexandre Magno  - Carlos Magno
- Júlio César - Carlos V
- Augusto - Constantino I
- Trajano - Teodósio I
- Vespasiano - Otão I
- Antonino Pio - Henrique II
- Septímio Severo - Frederico Barbarossa
- Aureliano - Maximiliano I

O salão foi severamente danificado por bombardeamentos durante a Segunda Guerra Mundial. Quando a Rathaus foi restaurada no pós-guerra, o Salão Dourado não foi recuperado para o seu estado original, mas deixado com tecto de madeira, pequenas portas e paredes brancas rebocadas. Foi usado até à década de 1980 como espaço de exposições.
No início da década de 1980, o conselho decidiu renovar o Salão Dourado para o 2000º aniversário da cidade, em 1985, que se aproximava. O salão foi redecorado de acordo com desenhos e fotografias históricos, começando com a reconstrução básica do tecto cofrado, juntamente com os tectos pintados, o pavimento e as portas. No dia 9 de Janeiro de 1985, o salão foi reinaugurado perto da sua antiga glória. Apoiados por numerosos donativos e pelo interesse activo de Augsburgo, os murais e a extensa joalharia dourada que em tempos decoraram o salão foram reinstalados ao longo dos anos seguintes, tendo o salão sido reinaugurado uma segunda vez em 1996.

### Fürstenzimmer
A Fürstenzimmer, ou Sala dos Príncipes, são na verdade quatro salas localizadas em volta da periferia do Salão Dourado. Foram usadas originalmente como retiro para distintos convidados do conselho. Cada sala, com cerca de 150m², possuia tecto cofrado, paredes apaineladas, pavimentos em parquet e fogão em cerâmica, o que garantia um ambiente quase acolhedor. Continha, ainda, secretárias elaboradamente entalhadas, mesas, cadeiras, retretes e várias lâmpadas. Estas salas também foram severamente danificadas durante a guerra e apenas uma já foi completamente restaurada. As obras continuam nas outras.

## A Augsburger Rathaus na actualidade

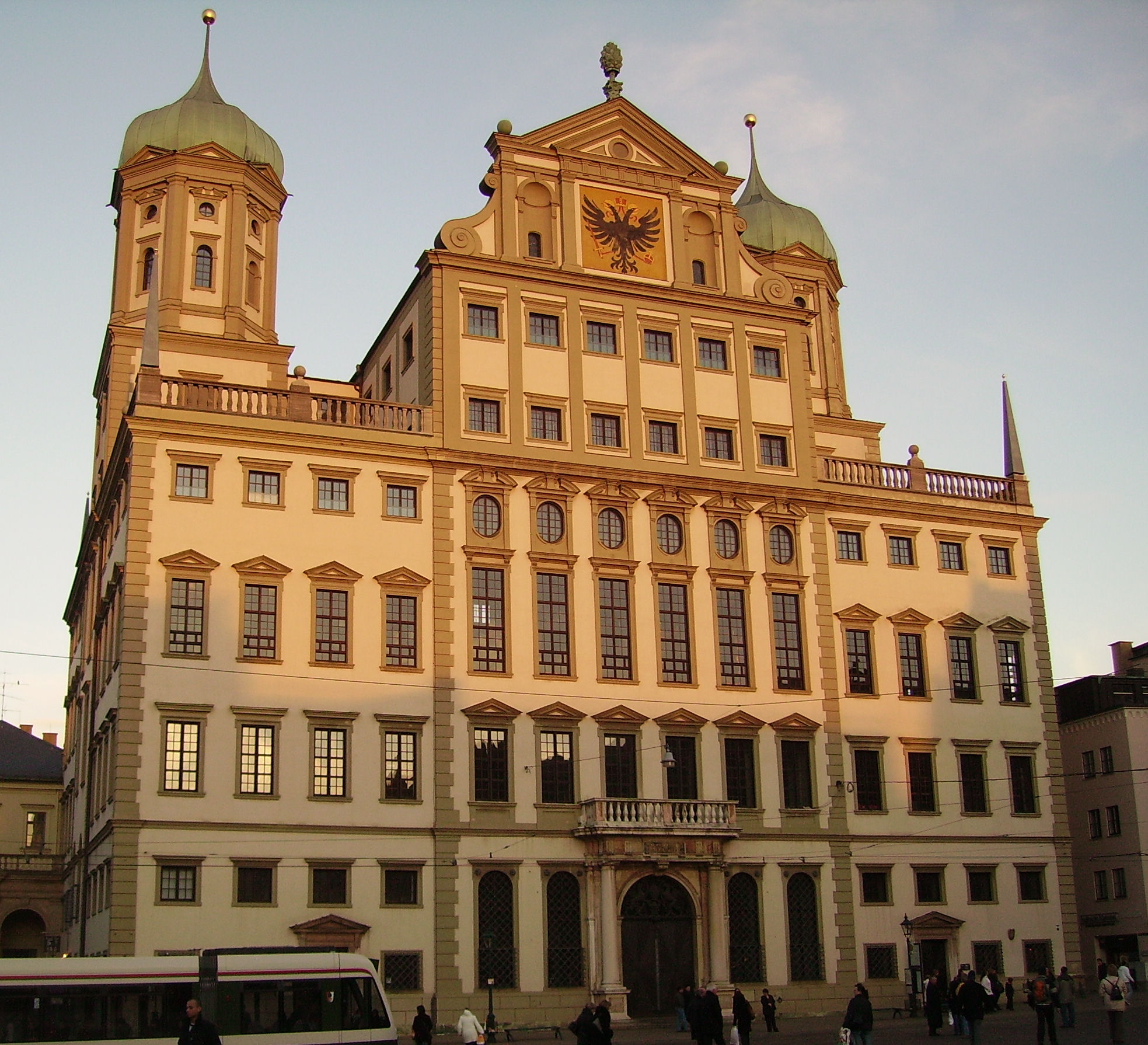
Fachada da Augsburger Rathaus.

Após a conclusão das remodelações, em 1985, a Augsburger Rathaus passou a acolher a exposição permanente sobre a história da cidade imperial, assim como das suas cidades geminadas. Exposições temporárias sobre diferentes temas históricas e questões políticas actuais estão abertas a todos os visitantes no Fletz Inferior. O Salão Dourado é o espaço destinado às recepções, concertos e cerimónias da cidade.

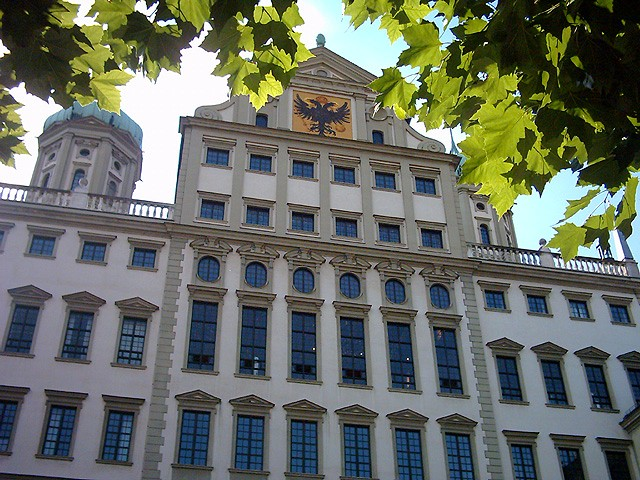
Detalhe da fachada.

A Augsburger Rathaus é um dos pontos de interesse mais visitados em Augsburgo. O Fletz Inferior, a loja de recordações no piso térreo e o Salão Dourado estão abertos diariamente, excepto aquando da realização de eventos condicionados; para a visita ao Salão Dourado é cobrada uma pequena taxa.
Nas históricas divisões abobadadas da base da Rathaus encontra-se o tradicional restaurante  "Ratskeller".
Desde Maio de 2007, encontra-se na Rathaus o centro de informações Europe Direct da cidade de Augsburgo. Está disponível para esclarecer dúvidas e fornecer informações sobre a União Europeia a todos os cidadãos.